# Aumôniers du Travail

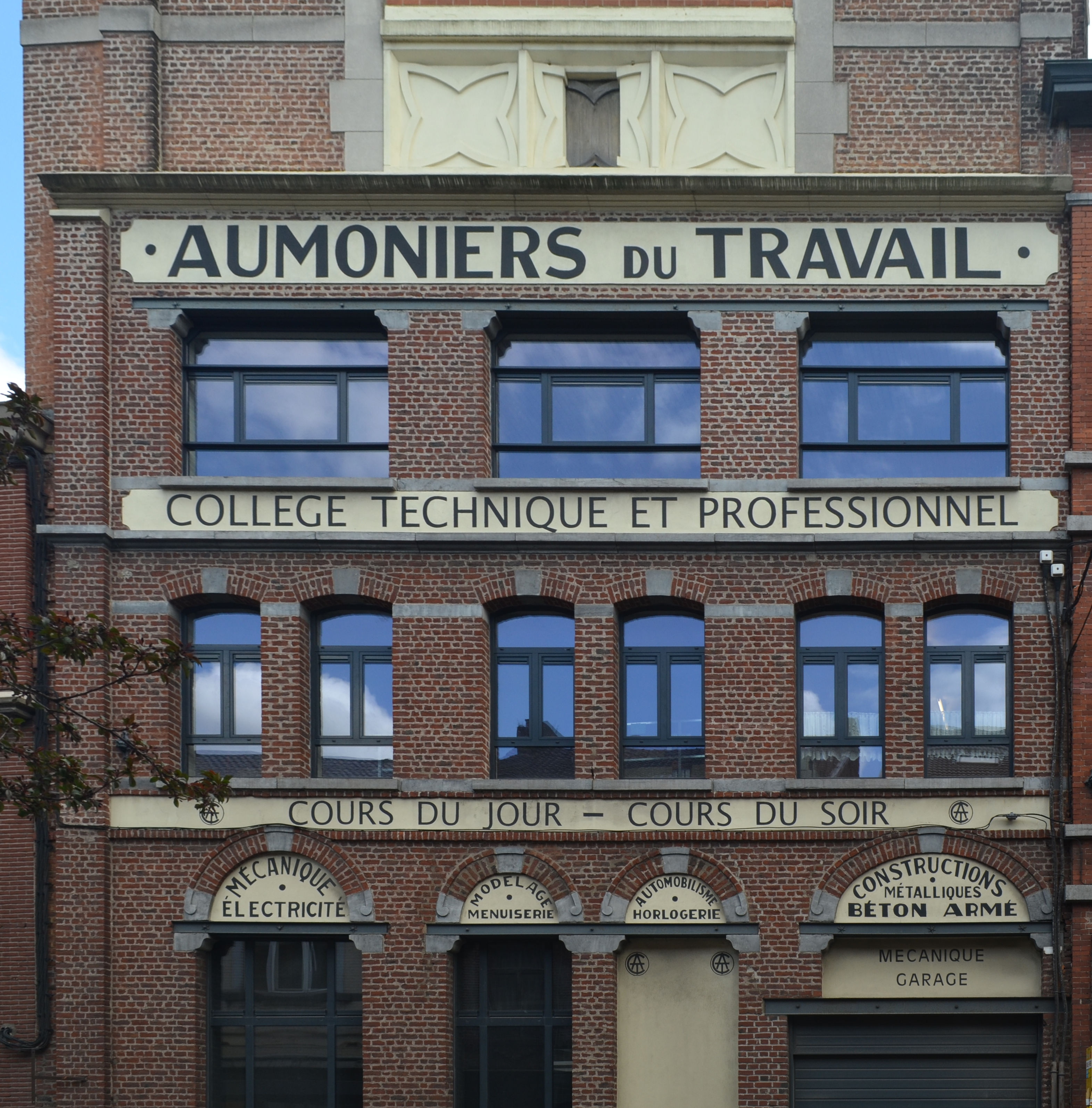
Façade principale du Collège technique des Aumôniers du Travail à Charleroi (ATC).

Les Aumôniers du Travail (dont le nom canonique latin est Institutum Missionariorum Opificum) est une congrégation cléricale catholique de droit pontifical. Fondée par Théophile Reyn à Seraing (Belgique) le 21 novembre 1894, elle s’adonne particulièrement à l’apostolat dans le monde ouvrier, la création et animation de cercles ouvriers, et l’enseignement technique et professionnel.

## Origine
L’encyclique Rerum novarum (1891) de Léon XIII suscite des initiatives dans le monde catholique vers un engagement au service du monde ouvrier. Théophile Reyn, prêtre religieux de la Congrégation des Missionnaires du Sacré-Cœur estime que le monde ouvrier lui-même est un ‘territoire de mission’. Soutenu et fortement encouragé par l’évêque de Liège, Victor-Joseph Doutreloux, il fonde un premier home, à Seraing en 1894, où les ouvriers, souvent jeunes et d’origine rurale, peuvent trouver un abri décent et une nourriture satisfaisante.

## Histoire
L’initiative a du succès et est rapidement imitée avec des fondations à Marchiennes[Quoi ?] (1897) Anvers (1900), Virton (1900) Charleroi (1901), Montegnée (1902), Saint-Trond (1912), Schaerbeek (1916), Merksem (1924), Boussu (1919) et Arlon (1949). Des écoles techniques, avec internats, sont créées. Certains acquièrent grande réputation, comme le ‘Technicum’ d’Anvers-Nord, l’institut des Arts et Métiers (Pierrard) de Virton et le collège technique ‘Aumôniers du Travail’ [ATC] de Charleroi.  
L'actuel Superieur Régional de la RDC: Stéphane Kapenda KALALA  
En 1907, la congrégation (comprenant des prêtres et frères laïcs) est approuvée par la conférence des évêques de Belgique. En 1935 elle reçoit l’approbation du Saint-Siège et devient de ‘droit pontifical’ ce qui permet une extension hors de la Belgique.
En 1976, les Aumôniers du Travail sont présents en Belgique, au Congo et au Brésil. En 2008 la congrégation comprend 60 membres vivant et travaillant dans 11 centres différents.
Les Aumôniers du Travail se séparent d'écoles et de leur couvent d'Argenteuil situé à Ohain à côté de leur chapelle.